# Синявець Ідас
Синявець Ідас (Plebejus idas) — вид денних метеликів родини Синявцеві (Lycaenidae).

## Назва
Вид названо на честь персонажа давньогрецької міфології Ідаса — аргонавта, супутника Ясона у подорожі за золотим руном до Колхіди.

## Поширення
Синявець Ідас поширений в Європі, Північній Азії та Північній Америці.
В Україні мозаїчно поширений по всій території країни, крім деяких посушливих південних районів. Вид нерідкісний, але трапляється локально.

## Опис

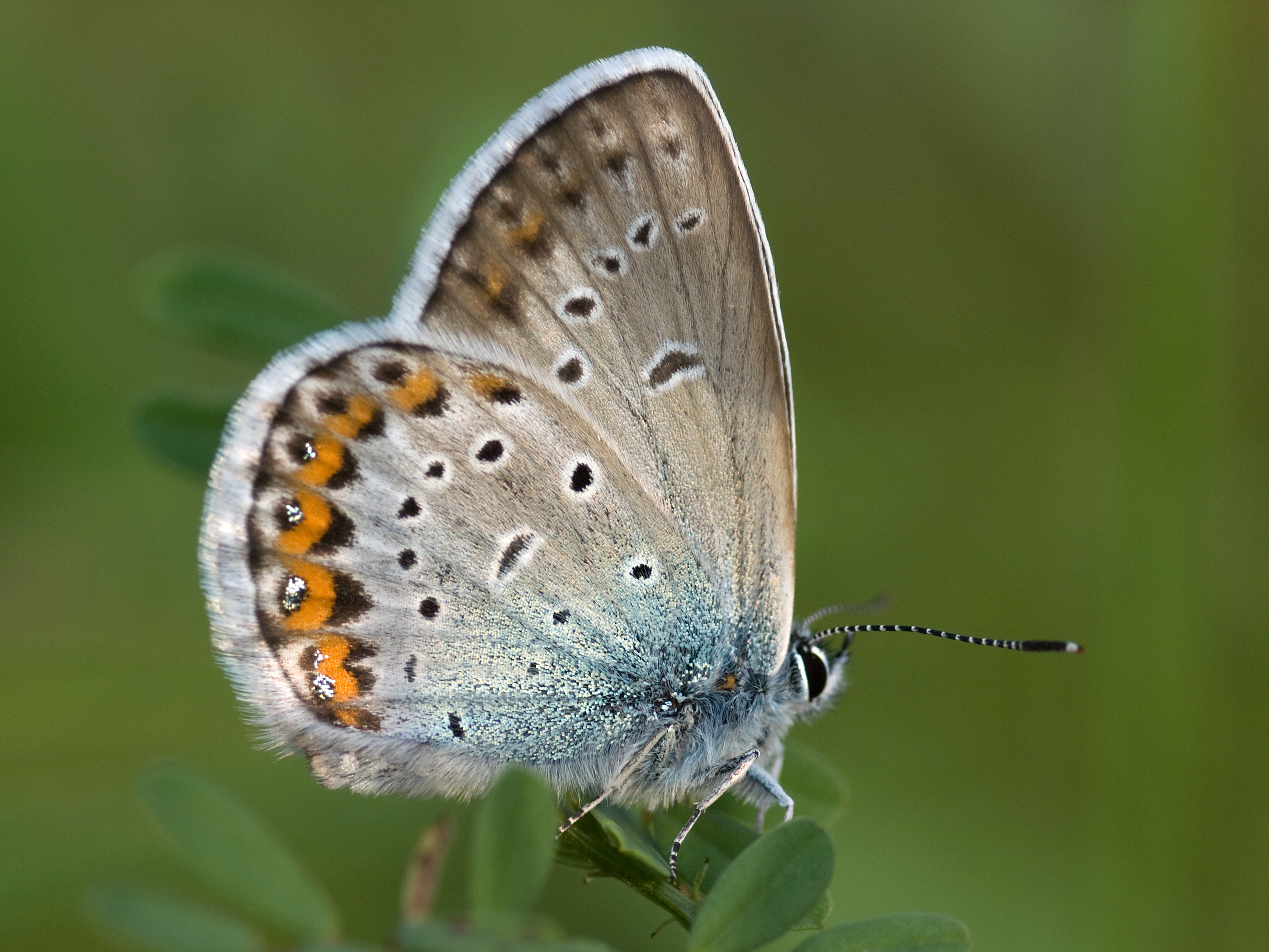

Довжина передніх крил 11-16 мм. Крила самця зверху фіолетово-синього забарвлення, з вузьким, близько 1 мм завширшки, чорним краєм, з чіткими темними жилками, з чорними крапками-плямами біля краю задніх крил. Крила самиці бурі з помаранчевими лунками біля зовнішнього краю крил. Знизу крила у самців і самиць палево-сірі або білуваті, на зовнішньому краї задніх крил темні цятки з внутрішньої сторони помаранчевої смужки в формі перевернутої римської цифри V. На задніх крилах є блискучі плями.
Гусінь зеленого забарвлення з білими крапками. Голова чорна. Тіло вкрите короткими білими волосками. Гусінь доростає до 14-15 мм завдовжки.

## Спосіб життя
Мешкає вздовж узлісся, на луках, степових ділянках, гірських схилах, що поросли чагарниками, вздовж річок. У рік буває 1-3 покоління. Метелики літають з кінця травня до кінця вересня. Стадія гусениці триває 13-17 днів. Гусінь живиться бобовими рослинами. До кормових рослин належать астрагал, лядвенець, люцерна, конюшина, горошок та інші. Оляльковується у гніздах мурах Lasius niger, Formica cinerea і Formica fusca.